# Noor Al Suwaidi
Noor Al Suwaidi (1981) es una artista y curadora de arte emiratense de Abu Dabi, Emiratos Árabes Unidos, conocida por sus pinturas coloridas abstractas figurativas.

## Educación
En 2004, Noor se graduó con una licenciatura en arte por la Universidad Americana en Washington D. C. Y, en 2009, obtiene la maestría en diseño contemporáneo y en curaduría por la Kingston Universidad, Londres.

## Exposiciones
- 2015 Emirati Insights, Abu Dhabi, Emiratos Árabes Unidos (oradora)[3]

- (2014–presente) Forward Arte Contemporáneo de Emiratos, EE. UU.[4]

- 2014 Modes & Methods, Dubái, EÁU (artista presentada)

- 2014 En la Ausencia de Guion, Sharjah, EÁU (curadora)[5]

- 2013 Time & Space Matter, Dubai, EÁU (cocuradora)[6]

- 2012 El Presente, Maraya Centro de Arte, EÁU (curadora)

- 2011 Allende el Marco, UAE Embassy Washington D. C. EE. UU.[7]

- 2010 The UAE Embassy Washington D. C. Exposición de Día Nacional, Kennedy Center Washington D. C. EE. UU.

- 2010 Experiment, Sharjah, EÁU (curadora)

## Premios
- 2011 Artista del Premio de Año, L'officiel Revista, EÁU[8]

- 2012 Mujeres de Emiratos Artista del Premio de Año, Revista de Mujer de Emiratos, EÁU